# Billie Jean
„Billie Jean“ je ritam i bluz, dens-pop i fank pjesma američkog izvođača Majkla Džeksona. Napisao ju je Džekson dok ju je producirao Kvinsi Džons za pjevačev šesti solo album, „Thriller“ (1982). Pjesma se jedva našla na albumu zbog mnogih neslaganja između pomenute dvojice. Njeni stihovi aludiraju na istinito životno iskustvo u kojem je mentalno bolesna obožavateljka tvrdila da je Džekson otac jednog od njenih blizanaca. Poznata je po svojstvenom basu i Džeksonovim vokalnim štucanjima. Miksovana je 91 put od strane Brusa Svedijena prije nego što je finalizovana.
Nakon uspješnog plasmana singla „The Girl Is Mine“ na top-listama, „Billie Jean“ je izdata 2. 1. 1983, kao albumov drugi singl. Bila je komercijalno i kritički uspješna širom svijeta. Postala je jedan od najprodavanijih singlova 1983, zauzimajući istovremeno prva mjesta u Sjedinjenim Državama i u Ujedinjenom Kraljevstvu. Navođena kao jedna od najrevolucionarnijih pjesama ikada, sertifikovana je platinastim tiražom 1989.
Odlikovana mnogim priznanjima i nagradama (među kojim i dvjema Gremi nagradama, jednom Američkom muzičkom nagradom i uvođenjem u „Kući slavnih producenata spotova“) pjesma i njen spot su katapultirali „Thriller“ na čelo najprodavanijih albuma svih vremena. Pjesma je promovisana kratkim filmom koji je srušio rasne barijere na Muzičkoj televiziji kao prvi spot jednog crnog izvođača koji se prikazivao na njoj i Emijem nominovanim nastupom sa „Motauna 25“ gdje je Džekson premijerno prikazao mjesečev hod. Takođe je promovisana Pepsi reklamama. Tokom snimanja jedne od reklama, Džekson je pogođen vatrometom. Korišćena i prerađivana od strane mnogih savremenih izvođača, „Billie Jean“ je učinila Džeksona međunarodnom pop ikonom.

## Pozadina
Džekson je u svojoj autobiografiji „Moon walk“ napisao kako je pjesma bila bazirana na djevojkama sa kojim su se on i njegova braća često susretali kao članovi benda Džekson 5: „Bili Džin je anonimna. Ona je oličenje mnogih djevojaka. Te osobe su nazivane grupi djevojkama u toku šezdesetih.“ Dodao je: „One bi se nalazile kod vrata bekstejdža kada bi došao neki bend u gradu da bi uspostavile odnos sa članovima, tako da mislim da sam napisao pjesmu koristeći iskustvo moje braće kada sam bio mali. Bilo je puno djevojaka kao što je Bili Džin. Svaka je tvrdila da njihov sin pripada jednom od moje braće.“
Džeksonov biograf, Rendi Taraboreli, promovisao je teoriju da je Bili Džin odvojena od stvarnog životnog iskustva sa kojima se pjevač 1981. godine suočio. U knjizi „The Magic & The Madness“ je objavio kako je jedna mlada žena napisala pismo Džeksonu u kom ga je informisala kako je on otac jednog od njenih blizanaca. Džekson koji je zvanično dobio pismo ovakvog sadržaja nikada nije upoznao ovu ženu, i ignorisao je pismo. Ta žena je slala sve više pisama Džeksonu tvrdeći kako ga voli i da želi biti sa njim. Pisala je koliko bi srećni bili podižući dijete zajedno. Osuđivala je kako Džekson može da ignoriše svoju sopstvenu krv. Pisma su ometala pjevača do te mjere da je imao noćne more.
Nakon pisama Džekson je primio pošiljku koja je sadržala fotografiju obožavaoca, kao i pismo i pištolj. Džekson je bio uplašen- u pismu je traženo da pop zvijezda izvrši samoubistvo izvjesnog dana u specifično vrijeme. Obožavatelj bi to isto uradio, ubio bi „njihovu“ bebu. Napisano je da ako ne mogu da budu zajedno u ovom životu, biće u sledećem. Na majčinu užasnutost Džekson je uramio sliku, i okačio ju u trpezariji iznad stola gdje ruča u svojoj porodičnoj kući. Kasnije su Džeksonovi otkrili da je obožavateljka poslata na liječenje kod psihijatra.

## Snimanje
Sa svojim fanom u mislima, Džekson je napisao „Billie Jean“, i kasnije je tvrdio da je znao dok je pisao pjesmu da će ona biti hit: „Muzičar poznaje svoj materijal. Sve treba da stoji na svom mjestu. To te ispunjuje i čini da se osjećaš dobro. Tako sam se ja osjećao dok sam pisao „Billie Jean“. Znao sam dok sam pisao da će biti veliki hit.“ Pjevač je objašnjavao koliko je bio obuzet pjesmom. Jednom prilikom, neposredno, putujući sa svojim prijateljem, nije primjećivao da mu gori auto sve dok ga motociklista u prolazu nije informisao, za šta je izjavio: „Dječak nam je po svemu sudeći, spasao živote.“
Pop zvijezda je imala niz neslaganja sa producentom. Kvinsi Džons nije htio da se „Billie Jean“ pojavi na albumu jer je smatrao da je bila preslaba da bi bila dio kolekcije. Producentu se nije dopadao demo i zanemarivao je pesmin bas. Džons je htio da ukloni uvod od 29 sekundi koje je Džekson insistirajući zadržao: „Rekao sam, Majkl, mi moramo ukloniti taj uvod.“ Džons je kasnije ispričao: „Rekao je: „Ali to je žele!... To je ono što me tjera da plešem.“ I kad Majkl Džekson kaže: „To je ono što me tjera da plešem.“, pa, ostatak nas samo može da ćuti.“ Džons je takođe htio da promijeni naziv pjesme u „Not My Lover“, misleći da će ljudi pomisliti da se pjesma odnosi na teniserku Bili Džin King. Džekson je odbio da promijeni naziv i zatražio je od Džonsa da mu se pridruži u produkciji jer je demo pjesme zvučao gotovo isto kao i konačan proizvod. Naknadno, tražio je još ovlašćenja koja nije dobio kao ni prethodne zahtjeve što je rezultovalo prekidanjem radova na nekoliko dana.
Sredivši svoje odnose, Džons je zadao Džeksonu da otpjeva pjesmu kroz kartonsku cev dužine dva metra. Džeksonov cjelokupni glavni vokal je snimljen iz prvog pokušaja; trenirao je glas prethodno svakog jutra tokom produkcije. Džez saksofonista, Tom Skot, je svirao lirikon, rijedak tip sintesajzera. Bas gitarista, Luis Džonson se zatim pridružio timu. On je odsvirao svoj dio na svakoj gitari koju je imao. Džekson se opredijelio za Jamahinu bas gitaru. Greg Filingejns je takođe bio uključen; on je svirao klavijature. Filingejns je izjavio za pjesmu: „ „Billie Jean“ je uzbudljiva na svakom nivou. Zvučno je uzbudljiva, zato što je instrumentacija tako minimalna da možete stvarno sve čuti. Melodično je uzbudljiva. Stihovno je uzbudljiva. Vokalno je uzbudljiva. Utiče na vas fizički, emocionalno, pa čak i duhovno.“
Pjesma je miksovana od strane Brusa Svedijena 91 put - neobično za Svedijena koji je miksovao pjesme samo po jednom. Džons je rekao Svedijenu da stvori zvuk udaraljki kakav niko nije ranije čuo. Audio inžinjeru je rečeno da isto tako doda i drugačiji element, „zvučnu ličnost“: „Ono što sam završio je stvaranje platforme za udaraljke i dizajniranje nekih posebnih malih stvari …“ Svedijen je kasnije napisao: „Nema mnogo muzičkih komada gdje možete čuti prve tri od četiri note udaraljki i odmah reći o kakvom se komadu radi“, da bi zaključio: „Ali mislim da je to slučaj sa pjesmom „Billie Jean“- gdje sam dodao zvučnu ličnost.“

## Kompozicija
„Billie Jean“ se smatra ritam i bluz, dens-pop i fank pjesmom. Instrumental je načinjen upotrebom nekoliko vrsta udaraljki kao što su doboš, standardni rok bubanj i činele. Takođe, odjeci i udvostručeni glasovi Džeksona, te njegovi poznati uzvici su važan dio pjesme. Korišćene su i violine na dijelu bez pjevanja, sintesajzer, bas, a ponegdje se može čuti i kratko pucketanje prstiju. Kompoziciju karakteriše istaknuta i ponavljana bas linija. Pjesma sadrži 116 otkucaja u minuti i odsvirana je u ef-molu.
Pjevačev glas varira od tenora do niskog falseta. Pjesmu je napisao i učestvovao u njenoj produkciji Džekson bazirajući „radnju“ na istinitom životnom iskustvu. Stihovi se bave mračnijim temama poput opsesije i paranoje.

## Izdanje i prijem
Izdat 1. decembra 1982. godine, album „Thriller“ je bio kritički i komercijalno uspješan. Mjesec dana kasnije, 2. 1. 1983, „Billie Jean“ je izdata kao albumov drugi singl; nakon Džeksonovog uspješnog dueta sa Polom Makartnijem na singlu „The Girl Is Mine“. Pjesma se našla na prvom mjestu liste „Bilbord hot 100“ gdje je provela sedam nedjelja. „Billie Jean“ je zauzimala vrh ritam i bluz liste u Sjedinjenim Državama devet nedjelja kao i deveto mjesto liste savremenih pjesama. U Ujedinjenom Kraljevstvu je bila broj jedan hit. „Billie Jean“ i album „Thriller“ su istovremeno bili brojevi jedan na obje strane Atlantika što je jedno od rijetkih dostignuća. Pjesma je bila treći najprodavaniji singl u Sjedinjenim Državama i deveti u Kraljevstvu. „Billie Jean“ je dosegla broj jedan u Španiji i Švajcarskoj, top deset u Austriji, Novom Zelandu, Norveškoj i Švedskoj i broj 45 u Francuskoj.
Osim komercijalno, pjesma je bila i kritički jako uspješna. Kristofer Koneli iz magazina „Roling stoun“ je opisao pjesmu upadljivom i tužnom fank numerom sa istaknutom porukom koja prikazuje Džeksonova osjećanja. „Blender“ je bio mišljenja da je pesma jedna od najzvučnijih i najčudnovatijih, psihološki najbremenitijih i očigledno najbizarnijih stvari koje su dosegle „Top 40“ na radiju. „Stajlus magazin“ je smatrao da je pjesma jedna od najboljih prezentacija filmskog noara u pop muzici. Olmjuzik ocjenjuje da je „Billie Jean“ zapanjujuća i futuristična. Pjesma je pohvaljena i od strane Džeksonovih biografa. Nelson Džordž je konstatovao da je učešće Džerija Heja dalo pjesmi dozu opasnosti dok je Rendi Dž. Taraboreli dodao tamna i rasejana, po produkcijskim standardima Kvinsija Džonsa.
„Billie Jean“ je odlikovana mnogim nagradama i priznanjima. Na dodeli Gremija 1984, pjesma je zaradila Džeksonu dvije od osam nagrada; proglašena je najboljom ritam i bluz pjesmom i najboljim ritam i bluz muškim izvođenjem. Osvojila je „Bilbordovu“ muzičku nagradu za omiljenu dens i disko ploču. Takođe je odlikovana od strane „Bilbord“ magazina za najbolji singl jednog crnca tokom osamdesetih. Američke muzičke nagrade priznaju pjesmu kao omiljeni pop i rok singl dok je „Keš boks“ nagradio pjesmu za najbolji pop singl i najbolji singl jednog crnca. Pjesma je nagrađena i za svoje prodaje. Osvojila je priznanje Nacionalne asocijacije muzičkih trgovaca pod imenom „Dar muzike“ 1984. godine. Do 1989, standardni format singla je sertifikovan platinastim tiražom od strane Industrijske asocijacije muzike Amerike za prodaju najmanje milion kopija. Digitalna preuzimanja pjesme su sertifikovana zlatnim tiražom za prodaju oko pola miliona primjeraka. Ukupan broj digitalnih preuzimanja u Sjedinjenim Državama do marta 2009. bio je oko 864 hiljade.

## Promocija

### Spot
Kratak film o Džeksonovoj „Billie Jean“ smatran je spotom koji je MTV, do tada nepoznat muzički kanal, napravio daleko boljim. Bio je to jedan od prvih spotova jednog crnca koji je regularno objavljivan na tom kanalu, u vrijeme kada muzika tog crnca „nije bila dovoljno rok“. Spot režiran od strane Stivija Barona prikazuje paparaca koji prati Džeksona. Paparaco nikada ne uhvati pjevača, čak i kada ga fotografiše, Džekson se na slici gubi. Igrajući putem do Džinine hotelske sobe, Džekson hoda trotoarom na kom šta god dotakne počinje da svijetli. Izazivajući brze okrete, Džekson skače i zaustavlja se na vrhovima svojih nožnih prstiju. Stigavši do hotela, Džekson ide uz stepenice koje vode do sobe. Svakim dodirom i korakom osvijetljava tlo, i obasjani „hotel“ se gasi kada on nestane. Stigavši u scenu, paparaco gleda kako Džekson nestaje ispod pokrivača na Džininom krevetu. Kada je policija stigla, paparaco biva uhapšen za špijuniranje tog para. Džekson je pokazao novi izgled u spotu, sa džeri frizurom i hirurški izmijenjenim nosem. Nosio je crno kožno odijelo, roze košulju i mašnu koju su kopirali od djece sa mnogih područja Sjedinjenih Država. Imitacija je postala stroga zabrana, tako da su đaci u srednjoj školi „Baund Bruk“ iz inata protestovali zbog zabrane da nose jednu bijelu rukavicu kao Majkl Džekson na „Motanu 25“.
Volter Jetnikof, predsjednik Džeksonove izdavačke kuce, dozvolio je MTV-ju da pusti spot. Jetnikof se naljutio kada je MTV odbio da pusti spot, zato što je izvođac bio crn: „Rekao sam MTV-ju, povlačim sve što smo dali, sva naša djela, neću im više davati spotove, izaćiću i jebeno reći narodu da spot niste pustili, jer je pjevač crnac.“ MTV je popustio, i pustio spot, uz sve češće ponavljanje. Nakon isticanja tog spota, „Thriller“ je prodat u još novih 10 miliona kopija. Kompanija je kasnije prestala sa iskazivanjem rasizma. Zahvaljujući tom kratkom filmu Džekson je osvojio sve „Bilbordove“ liste snimaka, i uveo ga u „Kući slavnih producenata spotova“ 1992 godine. Spot je rangiran kao 5. na listi „20 najboljih spotova“, i kao 35. „najbolji spot milenijuma“ na MTV-ju i na televiziji Gvajd.

### „Motaun 25“
Džeksonov nastup pjesme „Billie Jean“, izveden 25. 3. 1983, kritički je i popularno prihvaćen. Smješten u Pasadena sivik auditorijumu, „Motaun 25: Juče, danas i zauvijek“ je bila proslava 25 godina postojanja Motaun rekordsa. Organizovan od strane Suzan de Pase, na događaju su se pojavili svi Motaunovi članovi. Motaunove zvijezde su se okupile za jedan događaj, odajući počast osnivaču kuće, Beriju Gordiju, i ističući njegov efekat na sve njih. Džekson je prvobitno odbio pozivnicu čvrsto ne želeći da nastupi uživo ili da nastupa sa svojom braćom. Kasnije se predomislio nakon što je lično posjetio Gordija prema kome je odavao veliko poštovanje. Džekson je odlučio da nastupi ali pod uslovom da ima i samostalno izvođenje. Gordi je prihvatio uslov i pjevač je izabrao da nastupi sa pjesmom „Billie Jean“.
Prateći nastupe Marvina Gajea, Smoukija Robinsona i Meri Vels, Džeksonovi su preuzeli binu da bi ponovo zajedno nastupili nakon osam godina. Otpjevali su refrene nekih svojih hitova završavajući pjesmom „I'll Be There“ i ostavljajući Majkla samog na sceni. Poslije obraćanja publici, Džekson je počeo izvoditi svoj hit. Noseći crne pantalone, crne kožne loaferke i jednu bijelu dijamantsku rukavicu, Džekson je nabacio fedoru na glavu i zauzeo poziciju - držeći desnu ruku na šeširu i lijevu nogu savijenu. Bacajući šešir publici, Džekson je sinhronizovano usnama krenuo sa izvođenjem „Billie Jean“. Zatim, tokom muzičkog interludijuma, pjevač je prikazao korak za koji mnogi tvrde da je potvrdio njegov status međunarodne pop ikone. Klizajući se unazad, Džekson je izveo mjesečev hod prije nego što se okrenuo i stao na vrhovima svojih špic-patika. To je bilo Džeksonovo prvo javno izvođenje mjesečevog hoda. Pjevač je izjavio da je korak uvježbavao u svojoj kuhinji prije šoua.
Program je posmatralo oko 50 miliona ljudi i bio je nominovan Emi nagradom. Sa nastupom, Džekson je dosegao do nove publike i povećao je prodaju albuma „Thriller“, koji je zatim postao najprodavaniji album na svijetu. Dan nakon što je šou prikazan, Džeksona je pozvao Fred Aster, njegov idol iz djetinjstva, koji ga je pohvalio. Drugi idol iz djetinjstva, Semi Dejvis Džunior, dobio je Džeksonovu šljašteću jaknu kojoj se divio tokom nastupa.
Džekson je tvrdio da je bio razočaran izvedbom; želio je duže ostati na vrhovima svojih prstiju, a zatim je rekao da je „“ jedna od pjesama koje voli izvoditi ali samo onda kada ne mora na način na koji je to uradio te noći: „Publika želi neosporno djelo - morao sam da uradim mjesečev hod u tom trenutku“, da bi kasnije rekao: „Volio bih da uradim drugačiju verziju.“
Na „Top 100“ listi, sastavljenoj od strane VH1 i Entertainment Weekly 2000, Džeksonov nastup je rangiran na šestom mjestu najvećih rokenrol televizijskih momenata. Pet godina kasnije, Entertainment Weekly, imenovao je Džeksonov nastup jednim od najvažnijih momenata u istoriji pop kulture.

### Pepsi reklame
Kompanija Pepsi je 1984. godine sponzorisala „Victory“ turneju braće Džekson. Za uzvrat je tražila da Majkl i njegova braća snime dvije reklame za kompaniju. Džekson je preradio pjesmu „Billie Jean“ i preimenovao je u „Pepsi Generation“. Pjesma je upotrebljavana kao zvanični džingl za reklame i izdata je kao promocionalni singl. Na objavi kampanje pod nazivom „Izbor nove generacije“ u februaru 1984. godine je prisustvovalo oko 1,600 ljudi koji su dobili program i singl. Tokom snimanja druge reklame, vatromet je eksplodirao i zapalio Džeksonovu kosu nakon čega mu je bila potrebna rekonstruktivna operacija. Reklama je premijerno prikazana na dodjeli Gremi nagrada gdje je Džekson nosio komad vještačke kose kako bi prekrio opekotine na glavi. Inače, na toj dodjeli, Džekson je postavio rekord sa osam osvojenih nagrada.

## „2008“
Džeksonova prvobitna verzija pjesme „Billie Jean“ je remiksovana od strane repera i hip-hop izvođača Kanjea Vesta za „Thriller 25“, specijalno izdanje albuma „Thriller“ objavljeno povodom 25-otogodišnjice od izlaska. Nazvan „Billie Jean 2008“, remiks je različito ocijenjen; većina se slagala da je bilo nemoguće ponoviti istoriju. Bil Lemb iz About.com je opisao remiks beživotnim, da bi dodao još da zvuči kao da je Vest ušao u studio potpuno uplašen genijalnošću originala. Tom Juing iz „Pitčforka“ je bio mišljenja da je Vestovo učešće dalo dinamike nespretnoj klaustrofobiji miksa. Majk Džozef, u ocjeni reizdanja je opisao listu pjesama zadovoljavajućom ali i Vestov lijeni remiks jedinim izuzetkom. Dodao je: „Dobili ste priliku da remiksujete jedan od najikoničnijih singlova sa jednog od najikoničnijih albuma svih vremena, i jedino što možete uraditi je dodati doboše na vrh pjesminog originalnog aranžmana.“ Robu Šefildu („Roling stoun“) se nije dopalo uklanjanje originalne bas linije, da bi to uporedio sa stavljanjem Bobija Ora na led bez hokejaške palice. Tod Gilhrajst je pohvalio remiks smatrajući ga „prilično odličnim“.

## Prerade
Njemački pank-rok bend Bejts preradio je „Billie Jean“ 1996. godine zauzevši broj 67 u Ujedinjenom Kraljevstvu. Britanska funk grupa Links 1997. godine snima numeru koju su preimenovali u „Billie Jean Got Soul“. Engleski muzičar Jan Braun je „Billie Jean“, koja se nalazila na B-strani CD-a „Dolphins Were Monkeys“, smjestio na petoj poziciji britanske liste 2000. godine. Braun je kasnije komentarisao: „Volim Džeksona, i želio bih da uradim EP sa njegovim pjesmama: „Thriller“, „Billie Jean“, „Beat It“ i „Rockin’ Robin“ ili „ABC“ na njemu. Nadam se da ću to uraditi.“ Pjevač je kasnije preradio „Thriller“ na svom drugom solo albumu „“.
„Billie Jean“ je snimio i američki muzičar Kris Kornel 2007. godine za svoj „Carry On“ album. Nakon toga Kornel je izjavio: „Ovo nisam planirao, prosto se dogodilo. Malo sam muziku promijenio, ali tekst nisam ni takao.“ Dodao je: „Ovo nije šala, muzički sam uzeo potpuno drugačiji pristup.“ Prethodno je svoju pjesmu predstavio publici širom Evrope, uključujući i skupu u Stokholmu u septembru 2006. godine. Kasnije je izjavio: „Pripremao sam se za ovaj šou, za svoju turneju i samo sam se htio zabaviti.“ Njegov projekat je dobio povoljne ocjene i kritike od strane MTV-ja: „Pjesma sadrži vise bluza, obuzima strašću, svukao je elemente originala.“ „Los Anđeles tajms“ je opisao pjesmu kao tmurnu i strašnu: „Džeksonova „Billie Jean“ dovoljno je zanimljiva, čak i ako zvuči kao „Nothing Else Matters“ grupe Metalika.“ Žuta štampa je zaključila da je Džeksonov hit „preživio sve prepreke“.

## Nasljedstvo
Džeksonova „Billie Jean“ se smatra jednom od najrevolucionarnijih pjesama u istoriji pop muzike. Visokobudžetni spot koji je propratio singl predstavljao je prekretnicu na polju produkcije. „Billie Jean“ je pomogla da „Thriller“ postane najprodavaniji album svih vremena. „Gardijan“ ističe da je više pažnje prošlo kroz produkciju ovog singla nego kroz cijele karijere Aksela Rousa, Koldpleja, Šanaje Tvejn i Gven Stefani. Džeksonovo izvođenje pjesme je zaklonilo samu pjesmu; mnogi više preferiraju da posmatraju ples koji izvodi nego li da slušaju pjesmu u toku plesa. Pjesma sa izvedbama je doprinijela Džeksonovom statusu kao pop ikone.
Često svrstana u raznim anketama među najboljim pjesmama ikad stvorenim, „Billie Jean“ je imenovana najboljom dens pločom od strane slušalaca Bi-Bi-Si-jevog drugog radija. Nakon proglašenja pobjednika, voditeljka Zoi Bal je izjavila: „Ushićena sam što je „Billie Jean“ izglasana kao najbolja dens pjesma ikada napravljena. Ovo je Džekson u svom elementu.“, da bi nastavila: „Ova pjesma mi puno znači – Džekovo izlaganje na proslavi 25 godina Motauna je pokazalo da je jedno od najboljih nastupa svih vremena. Bas linija je strašna, produkcija je ubitačna. Jednostavno je savršeno.“ Na listi najvećih pop pjesama od 1963. sastavljenoj od strane MTV-ja i „Roling stouna“ 2000, pjesma je rankirana na šestom mjestu. „I Want You Back“ i „Beat It“ su plasirane na 9. i 22. poziciji. „Yesterday“ Bitlsa nad kojom zastupnici Džeksonove zaostavštine imaju distributivna prava, zauzela je prvo mjesto.
U anketi svjetskih omiljenih pjesama koju je vršio Soni Erikson, „Billie Jean“ se pozicionirala na trećem mjestu. Preko 700 hiljada ljudi iz 60 različitih zemalja je glasalo. Glasači iz Ujedinjenog Kraljevstva su postavile „Billie Jean“ na prvoj poziciji, ispred pjesme „Thriller“, kao i još pet Džeksonovih pjesama koje su dospjele među 10 najboljih. Na listi deset najboljih ritam i bluz pjesama svih vremena, „Billie Jean“ se našla na sedmom mjestu. U istraživanju koje je zahvatilo više od 600 hiljada ljudi, Channel 4 i HMV su ustanovile da je „Billie Jean“ 16. najbolja pjesma njihove ankete pod nazivom „Muzika milenijuma“.
U jednom intervjuu, ritam i bluz izvođač, Ferel Vilijams je konstatovao da je „“ jedna od njegovih omiljenih pjesama: „Teško je reći da li ima bolje pjesme od „Billie Jean“. Mislim da više nikada neće biti pjesme kao što je ova, sa ovom bas linijom, sa ovom vrstom efekta, sa ovom vječnošću, sa ovim savršenstvom.“ Pjesma se pojavila u filmu Čarlijevi anđeli i 2002. na video igrici „GTA Vice City“. Kada je reizdata kao dio „Visionary: The Video Singles“ kampanje 2006, „Billie Jean“ se našla na 11. mjestu u Ujedinjenom Kraljevstvu. Bila je među 200 najboljih preko 40 nedelja. I danas, „Billie Jean“ je još uvijek popularna: može se čuti na više od 90 procenata svetskih radija i preko 250 hiljada puta nedeljno u klubovima širom svijeta.

## Osoblje
- Autor, aranžer i kompozitor: Majkl Džekson
- Producent: Kvinsi Džons
- Vodeći i prateći vokal: Majkl Džekson
- Udaraljke: Lion Čenkler
- Bas gitara: Luis Džonson
- Gitara: Dejvid Vilijams
- Emulator: Majkl Bodiker
- Klavijature: Greg Filingejns
- Sintesajzer: Greg Smit
- Sintesajzer i programiranje sintesajzera: Bil Vulfer
- Aranžer vokala, ritma i sintesajzera: Majkl Džekson
- Aranžer gudala: Džeri Hej
- Gudački instrumenti: Džeremi Lubok
- Mikser: Brus Svedijen

## Plasmani na listama i prodaje
| Zemlja (1983)             | Najviša pozicija |
| ------------------------- | ---------------- |
| Austrija                  | 2                |
| Kanada                    | 1                |
| Holandija                 | 3                |
| Francuska                 | 45               |
| Njemačka                  | 2                |
| Republika Irska           | 1                |
| Italija                   | 7                |
| Novi Zeland               | 2                |
| Norveška                  | 6                |
| Španija                   | 1                |
| Švedska                   | 2                |
| Švajcarska                | 1                |
| Ujedinjeno Kraljevstvo    | 1                |
| SAD „Hot 100“             | 1                |
| SAD ritam i bluz singlovi | 1                |

| Zemlja (2009)                | Najviša pozicija |
| ---------------------------- | ---------------- |
| Australija                   | 7                |
| Austrija                     | 15               |
| Danska                       | 8                |
| Holandija                    | 3                |
| Finska                       | 11               |
| Francuska                    | 1                |
| Republika Irska              | 11               |
| Italija                      | 17               |
| Novi Zeland                  | 15               |
| Norveška                     | 5                |
| Švedska                      | 3                |
| Švajcarska                   | 2                |
| Turska                       | 9                |
| Ujedinjeno Kraljevstvo       | 10               |
| SAD Bilbord digitalne pjesme | 3                |

| Zemlja      | Sertifikacije |
| ----------- | ------------- |
| Novi Zeland | Zlatni tiraž  |
| SAD         | Zlatni tiraž  |

## Literatura
Bibliografija
- Campbell, Lisa (1993). Michael Jackson: The King  of Pop. Branden. ISBN 978-0-8283-1957-7.
- George, Nelson (2004). Michael Jackson: The Ultimate Collection. Sony BMG.
- Halstead, Craig (2007). Michael Jackson: For the Record. Authors OnLine. ISBN 978-0-7552-0267-6.
- Jackson, Michael (1988). Moon Walk. Doubleday. ISBN 978-0-385-24712-2.
- Taraborrelli, J. Randy (2004). The Magic and the Madness. Headline. ISBN 978-0-330-42005-1.
- Thriller 25: The Book (2008). Thriller 25: The Book. ML Publishing Group. ISBN 978-0-9768891-9-9.
- Wadhams, Wayne (2001). Inside the Hits. Berklee Press. ISBN 978-0-634-01430-7.

| Мајкл Џексон | Википројекат Мајкл ЏексонДео искључиво посвећен чланцима о Мајклу Џексону. |